# 2004年夏季残疾人奥林匹克运动会奥地利代表团
2004年夏季残疾人奥林匹克运动会奥地利代表团是奥地利派出的2004年夏季残疾人奥林匹克运动会代表团。获得8枚金牌、10枚银牌和4枚铜牌。